# Wodnicha grubopierścieniowa

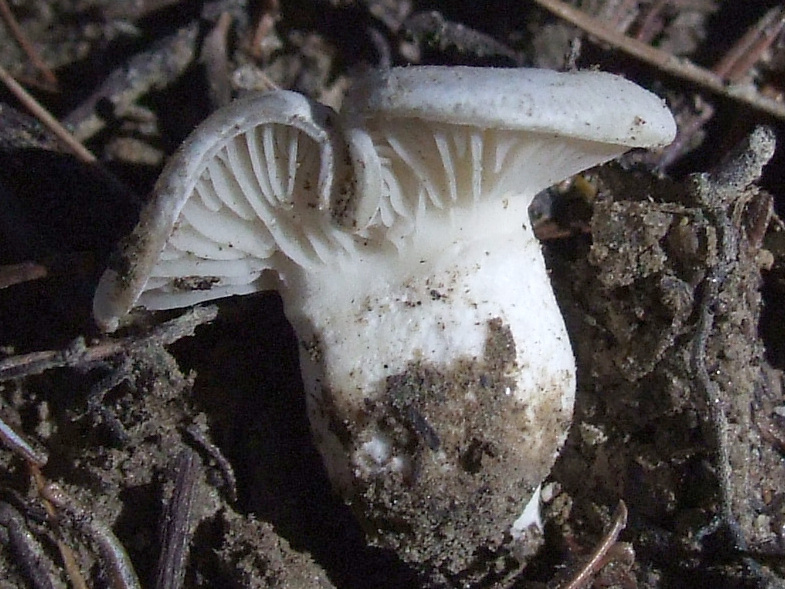

Wodnicha grubopierścieniowa (Hygrophorus gliocyclus Fr.) – gatunek grzybów z rodziny wodnichowatych (Hygrophoraceae).

## Systematyka i nazewnictwo
Pozycja w klasyfikacji według Index Fungorum: Hygrophoraceae, Agaricales, Agaricomycetidae, Agaricomycetes, Agaricomycotina, Basidiomycota, Fungi.
Według Index Fungorum jest to takson niezweryfikowany, o niepewnej pozycji taksonomicznej.
Synonim Limacium gliocyclum (Fr.) Ricken 1910.
Nazwę polską podała Barbara Gumińska w 1997 r.

## Morfologia
Kapelusz
Średnica od 3 do 10 cm, młody – nisko wypukły, później płasko rozpostarty, z szerokim tępym garbkiem, brzeg podwinięty i nieprążkowany, u starszych okazów prosty i pofałdowany. Powierzchnia gładka, w wilgotnych warunkach bardzo śliska, w czasie suszy lepka, kremowobiaława, żółtawoochrowa, pośrodku ciemniejsza.
Blaszki
Szerokie, rzadkie, zbiegające po trzonie, białawe, bladokremowe lub żółtawe, z różowym odcieniem.
Trzon
Wysokość od 4 do 12 cm, średnica od 1 do 2 cm, pełny, masywny, zwężający się ku podstawie. Jest bardzo oślizgły, w górnej części posiada śluzowatą strefę pierścieniową, która jednak podczas suszy u starszych owocników zanika. Powierzchnia gładka, biaława lub kremowosłomkowa.
Miąższ
Miękki, białawy, pod skórką kapelusza żółtawy. Smak i zapach niewyraźne.
Wysyp zarodników
Biały. Zarodniki elipsoidalne, gładkie, wewnątrz ziarniste.

## Występowanie i siedlisko
Opisano występowanie wodnichy grubopierścieniowej w wielu krajach Europy oraz w zachodniej części Ameryki Północnej. W Polsce gatunek rzadki. Znajduje się na Czerwonej liście roślin i grzybów Polski. Ma status V – gatunek narażony, który zapewne w najbliższej przyszłości przesunie się do kategorii wymierających, jeśli nadal będą działać czynniki zagrożenia. Znajduje się na listach gatunków zagrożonych także w Norwegii, Szwecji, Finlandii i Niemczech.
Pojawia się od września do listopada w lasach sosnowych, rzadziej w lasach bukowych. Owocniki przeważnie występują w niewielkich grupkach.

## Znaczenie
Grzyb jadalny, przed użyciem należy go pozbawić śluzu.

## Gatunki podobne
Minimalna możliwość pomyłki. Wystarczająco charakteryzuje ją oślizgły kapelusz, trzon i pierścieniowata obrączka na trzonie. Z białych, oślizgłych wodnich najbardziej podobna do niej jest wodnicha biała (Hygrophorus eburneus), która jednak nie ma śluzowatego pierścienia i rośnie w lasach bukowych.